# Voilà (hebdomadaire)
Pour les articles homonymes, voir Voilà.
Ne doit pas être confondu avec Voici.
Voilà, l'hebdomadaire du reportage est un ancien magazine hebdomadaire français de reportage édité par Publications ZED, société d'édition fondée par Gaston Gallimard.
Le titre est créé le 28 mars 1931 par Gaston Gallimard, président de la maison d'édition Gallimard (Paris). Il est dirigé par les frères Joseph Kessel et Georges Kessel puis par Florent Fels, et est diffusé rapidement à quelque 350 000 exemplaires. La couverture est généralement composée comme un photomontage. L'impression au format folio est en noir et blanc, illustrée de reproductions photographiques tirées en héliogravure. 
Le premier numéro rassemble des reportages d'Albert Londres intitulé « L'or chaud », et de Joseph Kessel, qui y publie en feuilleton son roman intitulé Le Coup de grâce.
Louis Roubaud, Georges Simenon, Henry de Monfreid, Léon-Paul Fargue, le peintre Gaston-Louis Roux, la journaliste Titaÿna ou encore l'aviateur Mermoz collaborent, entre autres, et plus ou moins régulièrement, au magazine, qui paraît jusqu'au début de la Seconde Guerre mondiale (7 juin 1940, numéro 479). 
Le no 393 paru le 30 septembre 1938 contient une entrevue entre W. Burkhardt et Guillaume II, l'empereur allemand en exil à Doorn aux Pays-Bas, où il donne son opinion sur Hitler et les évènements en Allemagne. 
Après la guerre, trois numéros sortent de février à avril 1950 avant que le titre ne disparaisse.